# 483 (szám)
A 483 (római számmal: CDLXXXIII) egy természetes szám, szfenikus szám, a 3, a 7 és a 23 szorzata.

## A szám a matematikában
A tízes számrendszerbeli 483-as a kettes számrendszerben 111100011, a nyolcas számrendszerben 743, a tizenhatos számrendszerben 1E3 alakban írható fel.
A 483 páratlan szám, összetett szám, azon belül szfenikus szám, kanonikus alakban a 31 · 71 · 231 szorzattal, normálalakban a 4,83 · 102 szorzattal írható fel. Nyolc osztója van a természetes számok halmazán, ezek növekvő sorrendben: 1, 3, 7, 21, 23, 69, 161 és 483.
A 483 négyzete 233 289, köbe 112 678 587, négyzetgyöke 21,97726, köbgyöke 7,84601, reciproka 0,0020704. A 483 egység sugarú kör kerülete 3034,77850 egység, területe 732 899,00856 területegység; a 483 egység sugarú gömb térfogata 471 986 961,5 térfogategység.